# Cydonie Mothersille
Cydonie Mothersille (Kingston, 19 maart 1978) is een sprintster, afkomstig van de Kaaimaneilanden en gespecialiseerd in de 200 m. Ze nam viermaal deel aan de Olympische Spelen, maar behaalde geen olympische medailles.

## Loopbaan
In 1997 nam Mothersille voor het eerst deel aan een wereldkampioenschap. Ze werd echter al in de voorrondes uitgeschakeld. Op de Olympische Spelen van 2000 kwam ze uit op de 100 en de 200 m. Op beide afstanden sneuvelde ze ook hier in de voorrondes. Vier jaar later drong ze in Athene door tot de halve finale, maar werd toen uitgeschakeld met een tijd van 22,76 s.
In 2001 behaalde Cydonie Mothersille een vierde plaats op de wereldkampioenschappen in het Canadese Edmonton. Veel later werd haar het brons toebedeeld, toen de Amerikaanse atlete Marion Jones geschrapt werd uit de uitslag wegens het door haar toegegeven gebruik van doping. Ook op de WK's van zowel 2005 als 2007 stond ze in de finale, maar moest in beide gevallen genoegen nemen met een achtste plaats. Op de Gemenebestspelen 2006 viste ze met een vierde plaats net achter de medailles.
Op de Olympische Spelen van 2008 was Mothersille er voor de derde maal bij en ditmaal lukte het haar wel: ze bereikte op de 200 m de finale, waarin ze met een tijd van 22,68 achtste werd. Ze plaatste zich ook voor de Olympische Spelen van Londen, maar ging niet van start op de 200 m.
Cydonie Mothersille is getrouwd met sprinter Ato Modibo uit Trinidad en Tobago (PR: 100 m = 10,83, 200 m = 20,84).

## Titels
- Gemenebest kampioene 200 m - 2010
- Centraal-Amerikaans en Caribisch kampioene 200 m - 2001, 2003, 2005
- NCAA-indoorkampioene 200 m - 2001
- Kampioene Kaaimaneilanden 200 m - 2003
- Carifta Games kampioene 100 m <20 jr - 1996, 1997
- Carifta Games kampioene 200 m <20 jr - 1996

## Persoonlijke records
Outdoor
| Onderdeel | Prestatie         | Datum             | Plaats    |
| --------- | ----------------- | ----------------- | --------- |
| 100 m     | 11,08 (nat. rec.) | 5 juli 2006       | Salamanca |
| 200 m     | 22,39 (nat. rec.) | 10 juli 2005      | Nassau    |
| 300 m     | 35,82             | 14 september 2000 | Sydney    |
| 400 m     | 52,18 (nat. rec.) | 16 mei 2009       | Ponce     |

Indoor
| Onderdeel | Prestatie         | Datum            | Plaats       |
| --------- | ----------------- | ---------------- | ------------ |
| 55 m      | 6,86              | 3 februari 2001  | Clemson      |
| 60 m      | 7,36 (nat. rec.)  | 14 februari 2003 | Fayetteville |
| 200 m     | 22,82 Nat. rec.)  | 23 februari 2003 | Liévin       |
| 400 m     | 53,79 (nat. rec.) | 13 februari 1999 | Blacksburg   |

## Palmares

### 100 m
Kampioenschappen
- 1994:  Carifta Games <17 jr - 11,97 s
- 1995:  Carifta Games <17 jr - 11,72 s
- 1996: 6e in serie OS - 11,61 s
- 1996:  Carifta Games <20 jr - 11,35 s
- 1996: 6e WK junioren - 11,51 s
- 1997:  Carifta Games <20 jr - 11,54 s
- 1997:  Pan-Amerikaanse jeugdkamp. - 11,68 s
- 1997: 6e in serie WK - 11,87 s
- 2000: 4e OS - 11,38 s

Golden League-podiumplekken
- 2007:  Bislett Games – 11,25 s

### 200 m
- 1994:  Centraal-Amerikaanse en Caribische jeugdkamp. < 17 jr - 24,8 s
- 1994:  Carifa Games <17 jr - 24,31 s
- 1995:  Carifta Games <17 jr - 23,83 s
- 1996:  Carifta Games <20 jr - 23,77 s
- 1997:  Pan-Amerikaanse jeugdkamp. - 24,13 s
- 1999:  Island Games - 24,44 s
- 2000: DNS in serie OS
- 2001:  Centraal-Amerikaanse en Caribische kamp. - 22,54 s
- 2001:  WK - 22,88 s
- 2002: 5e Gemenebestspelen - 22,95 s
- 2003: 4e WK indoor - 23,18 s
- 2003:  Pan-Amerikaanse Spelen - 22,86 s
- 2003:  Centraal-Amerikaanse en Caribische kamp. - 22,45 s
- 2003: 7e in ½ fin. WK - 23,07 s
- 2003: 7e Wereldatletiekfinale - 23,16 s
- 2004: 5e in ½ fin. WK - 22,76 s
- 2004: 6e Wereldatletiekfinale - 23,24 s
- 2005:  Centraal-Amerikaanse en Caribische kamp. - 22,26 s (te veel wind)
- 2005: 8e WK - 23,00 s
- 2005: 4e Wereldatletiekfinale - 22,92 s
- 2006: 4e Gemenebestspelen - 23,01 s
- 2006: 6e Wereldatletiekfinale - 22,89 s
- 2006: 7e Wereldbeker - 23,50 s
- 2007: 8e WK - 23,08 s
- 2008: 8e OS - 22,68
- 2009: 4e in ½ fin. WK - 22,80 s
- 2009: 6e Wereldatletiekfinale - 23,41 s
- 2010:  Gemenebestspelen - 22,89 s
- 2010:  Centraal-Amerikaans en Caribische Spelen - 22,91 s
- 2010:  IAAF/VTB Bank Continental Cup - 23,41 s
- 2012: DNS in serie OS

Golden League-podiumplekken
- 2004:  Memorial Van Damme – 22,87 s
- 2005:  Memorial Van Damme – 22,94 s
- 2006:  Bislett Games – 22,87 s

Diamond League-podiumplekken
- 2010:  Qatar Athletic Super Grand Prix – 22,66 s

### 4 × 100 m estafette
- 2006:  Wereldbeker - 42,26 s
- 2010:  IAAF/VTB Bank Continental Cup - 43,07 s